# Acces deschis în Noua Zeelandă
Accesul deschis în Noua Zeelandă constă în politici și norme care afectează punerea la dispoziție deschisă a rezultatelor cercetării, a datelor și a materialelor educaționale. Acest lucru este influențat atât de instituțiile de învățământ terțiar, precum și de către guvernele naționale și de normele internaționale într-un continuu proces de schimbare. Executivul din Noua Zeelandă a aplicat principiile de acces deschis la propria activitate, adoptând Cadrul de licențiere pentru acces deschis al Guvernului Noua Zeelandă ( sub abrevierea din limba engleză NZGOAL). Guvernul statului neozeelandez n-a impus ca acestea să se aplice școlilor, sectorului terțiar ori asupra agențiilor de finanțare a cercetării. Anumite instituții de învățământ terțiar și-au dezvoltat propriile linii directoare sau politici de acces deschis, dar niciuna dintre cele două agenții majore de finanțare a cercetării din Noua Zeelandă – care sunt Fondul Marsden și Consiliul de Cercetare în Sănătate – n-au făcut acest lucru, spre deosebire de alte state precum Australia, Canada, țări din Europa sau Statele Unite ale Americii.

## Guvernul Noii Zeelande și accesul deschis
În anul 2010, Executivul din Noua Zeelandă a adoptat Cadrul de licențiere pentru acces deschis al Guvernului Noii Zeelande (cu abrevierea din engleză N.Z.G.O.A.L) pentru a oferi „ un set de îndrumări pe care trebuie să le urmeze agențiile atunci când lansează lucrări cu drepturi de autor și materiale fără drepturi de autor pentru a fi reutilizate de către alții”. Scopul declarat al acestui cadru este acela de a debloca pentru reutilizare imensele cantități de material care au fost generate de agențiile guvernamentale, căci „este recunoscut pe scară largă faptul că atât în Noua Zeelandă, cât și în străinătate, că acel potențial creativ și economic semnificativ poate să rămână latent într-un astfel de material, atunci când e închis în agenții și nu e eliberat în condiții care să poată permite reutilizarea de către alții”. În esență, Cadrul de licențiere pentru acces deschis al Guvernului Noii Zeelande a cerut agențiilor guvernamentale să adopte o licență de tipul „Creative Commons” pentru datele sau informațiile lansate cu un ridicat potențial de reutilizare publică. Versiunea a doua a N.Z.G.O.A.L. a fost finalizată în luna decembrie a anului 2014. Cadrul a avut, de asemenea, o extensie software lansată pentru a „permite tehnicienilor kiwi să folosească software-ul guvernamental ca să ajute la construirea altor programe software mai inovatoare”.